# Lampa (sbírka)
Lampa je první sbírka básní Josefa Hanzlíka z roku 1961.

## Literárně-historické souvislosti a význam sbírky
Debut Josefa Hanzlíka je zároveň první počin nastupující generace básníků 60. let, vymezujících se svým dílem proti předchozímu směru poezie všedního dne. Bývá označován za nejvýraznější prvotinu českých básníků této generace. Lampa se stala „prvním záchytným bodem diskuzí o směřování mladých autorů, především o jejich ideové tváři.“ Význam Lampy tkví zvláště ve vybudování jakéhosi mostu mezi poválečnou poezií a nastupujícími novými trendy; Hanzlík zde spojil reflexi válečných útrap, typickou pro poválečné básníky, s novou nadějí, dětstvím a optimismem. Sbírka nadchla zvláště mladé čtenáře, a to pro svou „senzibilní předmětnost, emotivnost, dětsky důvěrný, ale úzkostný, válečnými osudy šokovaný pohled na svět“. Dílo bylo inspirováno americkými básníky, zvláště Edgarem Lee Mastersem nebo Nezvalovými překlady Rimbauda, svěřil se sám autor.
Sbírka měla zásadní význam pro vývoj české poezie. Podle některých kritiků však „byla Hanzlíkova Lampa teprve nesmělým pokusem o hledání vlastního výrazu, který však vzbudil velká očekávání.“

## Kompozice sbírky
Sbírka je rozdělena na tři části:  Příběhy, Hranaté slunce, poslední oddíl nese název A tam zasadíme magnólii. Příběhy tvoří sedm, Hranaté slunce pak devatenáct kratších básních, zpravidla jen o několika strofách. Třetí část A tam zasadíme magnólii tvoří jediná, stejnojmenná báseň, jež je nejdelší básní sbírky.

## Tematicko-motivická složka
Témata ani motivy se u jednotlivých oddílů příliš neliší. Leitmotivem sbírky je vzpomínání: zpravidla na dětství obklopené rodinou; nevinnost a zranitelnost dětství je ale zásadně spojena se svým kontrastem krutosti války, která Hanzlíkovo dětství zásadně ovlivnila. Odtud pravděpodobně pochází i silná židovská motivika sbírky.
Pozoruhodné jsou aluze na slavná umělecká díla, především se ale čtenář setká se známými postavami historie i mýtů: Hanzlík píše o osobách Ovidia, Mozarta nebo Beethovena, ale i Orfea, Ikara, kapitána Nema nebo Lazara a mnoha dalších. Zvláště v básni Ó, hodino dnešní Hanzlík využívá těchto slavných motivů historie lidstva i nejznámějších umělckých děl. 